# 1st Playable Productions
 (juillet 2019).
Si vous disposez d'ouvrages ou d'articles de référence ou si vous connaissez des sites web de qualité traitant du thème abordé ici, merci de compléter l'article en donnant les références utiles à sa vérifiabilité et en les liant à la section « Notes et références ».
1st Playable Productions est un studio indépendant de développement de jeu vidéo qui concentre son activité dans le secteur de la console portable. Le studio a été fondé en 2005 par des membres fondateurs de Vicarious Visions.

## Jeux vidéo développés
| Titre                                                            | Éditeur                    | Plate-forme                | Année  |
| ---------------------------------------------------------------- | -------------------------- | -------------------------- | ------ |
| Club Penguin: Elite Penguin Force: Herbert's Revenge             | Disney Interactive Studios | Nintendo DS                | 2010   |
| Imagine: Gymnast                                                 | Ubisoft                    | Nintendo DS                | 2010   |
| Winter's Tail                                                    | Crave Entertainment        | Nintendo DS                | 2009   |
| Style Lab: Jewelry Design                                        | Ubisoft                    | Nintendo DS                | 2009   |
| Ben 10 Alien Force: Vilgax Attacks                               | D3 Publisher               | Nintendo DS                | 2009   |
| World of Zoo                                                     | THQ                        | Nintendo DS                | 2009   |
| The Secret Saturdays: Beasts of the 5th Sun                      | D3 Publisher               | Nintendo DS                | 2009   |
| Club Penguin: Elite Penguin Force                                | Disney Interactive Studios | Nintendo DS                | 2009   |
| My Virtual Tutor: Reading First Grade to Second Grade            | Mentor Interactive         | Nintendo DS                | 2009   |
| My Virtual Tutor: Reading Kindergarten to First Grade            | Mentor Interactive         | Nintendo DS                | 2009   |
| My Virtual Tutor: Reading Pre-K to Kindergarten                  | Mentor Interactive         | Nintendo DS                | 2009   |
| Imagine: Cheerleader                                             | UbiSoft                    | Nintendo DS                | 2009   |
| Freddi Fish: ABC Under the Sea                                   | Atari                      | Nintendo DS                | 2008   |
| Club Penguin: Elite Penguin Force                                | Disney Interactive Studios | Nintendo DS                | 2008   |
| Alien Force                                                      | D3 Publisher               | Nintendo DS                | 2008   |
| Ener-G: Gym Rockets                                              | Ubisoft                    | Nintendo DS                | 2008   |
| Rock University Presents: The Naked Brothers Band The Video Game | THQ                        | Nintendo DS                | 2008   |
| GoPets: Vacation Island                                          | Konami                     | Nintendo DS                | 2008   |
| Ben 10: Protector of Earth                                       | D3 Publisher               | Nintendo DS                | 2007   |
| Disney Princess: Magical Jewels                                  | Disney Interactive Studios | Nintendo DS                | 2007   |
| Marvel Trading Card Game                                         | Konami                     | Nintendo DS                | 2007   |
| Puzzle Quest: Challenge of the Warlords                          | D3 Publisher               | Nintendo DS                | 2007   |
| Go Diego !                                                       | Jakks Pacific              | Plug it in & Play TV Games | 2007   |
| The Santa Clause 3: The Escape Clause                            | Buena Vista Games          | Game Boy Advance           | 2006   |
| Cabbage Patch Kids: The Patch Puppy Rescue                       | D3 Publisher               | Game Boy Advance           | 2006   |
| The Marvelous Misadventures of Flapjack                          | D3 Publisher               | Nintendo DS                | Annulé |